# Taxe sur les métaux précieux, les bijoux, les objets d'art, de collection et d'antiquité
Lire en ligne

Lire sur Légifrance

La taxe sur les métaux précieux, les bijoux, les objets d'art, de collection et d'antiquité ou taxe forfaitaire sur les objets précieux (TFOP) ou taxe forfaitaire sur les métaux précieux (TFMP) est un impôt indirect français institué en 1976.

## Historique
La taxe est votée en même temps que le projet controversé de taxation des plus-values,,,,,,,. L'article 10 de la loi n° 76-660 du 19 juillet 1976 institue un régime de taxation sur la vente d'objets précieux (métaux précieux, bijoux, objets d'art, de collection et d’antiquité),. Codifiée dans un premier temps aux articles 150 V bis à 150 V sexies du code général des impôts, la TFOP figure dorénavant aux articles 150 VI à 150 VM du CGI.
Contrairement au régime général d’imposition des plus-values de cession de meubles ou d’immeubles, le législateur a estimé nécessaire de mettre en place une imposition spécifique pour les métaux et objets précieux. La taxe forfaitaire n'est pas assise sur la plus-value réalisée, mais sur le prix de vente du bien.
Dans son rapport fait au nom de la commission des finances, de l’économie générale et du plan, Maurice Papon déclare : « la difficulté de déterminer sur les ventes d’objets précieux la plus-value qui serait imposable. On imagine, en effet, les problèmes inhérents à la justification de la date et du prix d’acquisition de ces biens ». Le ministre de l’économie et des finances Jean-Pierre Fourcade confirme cette analyse : « De fait, il a paru au Gouvernement trop compliqué de mettre en œuvre pour la taxation des plus-values réalisées en matière de vente de métaux précieux, d’objets d’art et de collection un système aussi précis que celui qui est prévu pour les autres biens ».
De nombreuses exceptions et cas particuliers sont prévus par la loi, tels que l'exonération de l'impôt en cas de détention du bien pendant au moins 22 ans. Henri Torre indique que la taxe sur l'or est destinée à inciter les français à placer leur épargne dans des placements plus utiles au progrès économique. Les français détiennent à cette époque plus d'un cinquième du stock mondial d'or, hors banques centrales.
Quatre ans après son instauration, le taux de la taxe est revu à la hausse. L'article 19 de la loi de finances pour 1980 passe le taux de 4 à 6 % à compter du 1er janvier 1981. Une nouvelle révision du taux intervient quatre ans plus tard. Le taux est porté à 6,5 % en 1985, puis à 7 % en 1986, à 7,5 % en 1992, à 10 % en 2014 et 11 % en 2018.
En 2014, l'Inspection générale des finances liste la taxe parmi les 192 taxes à faible rendement. La mission rappelle que la taxe qui concerne principalement les particuliers « participe d'une logique d'équité en matière de fiscalité des plus-values des biens meubles et immeubles ». Elle recommande son maintien à moins que le gouvernement s'engage dans un plan de réduction drastique du nombre de taxes à faible rendement.

## Caractéristiques

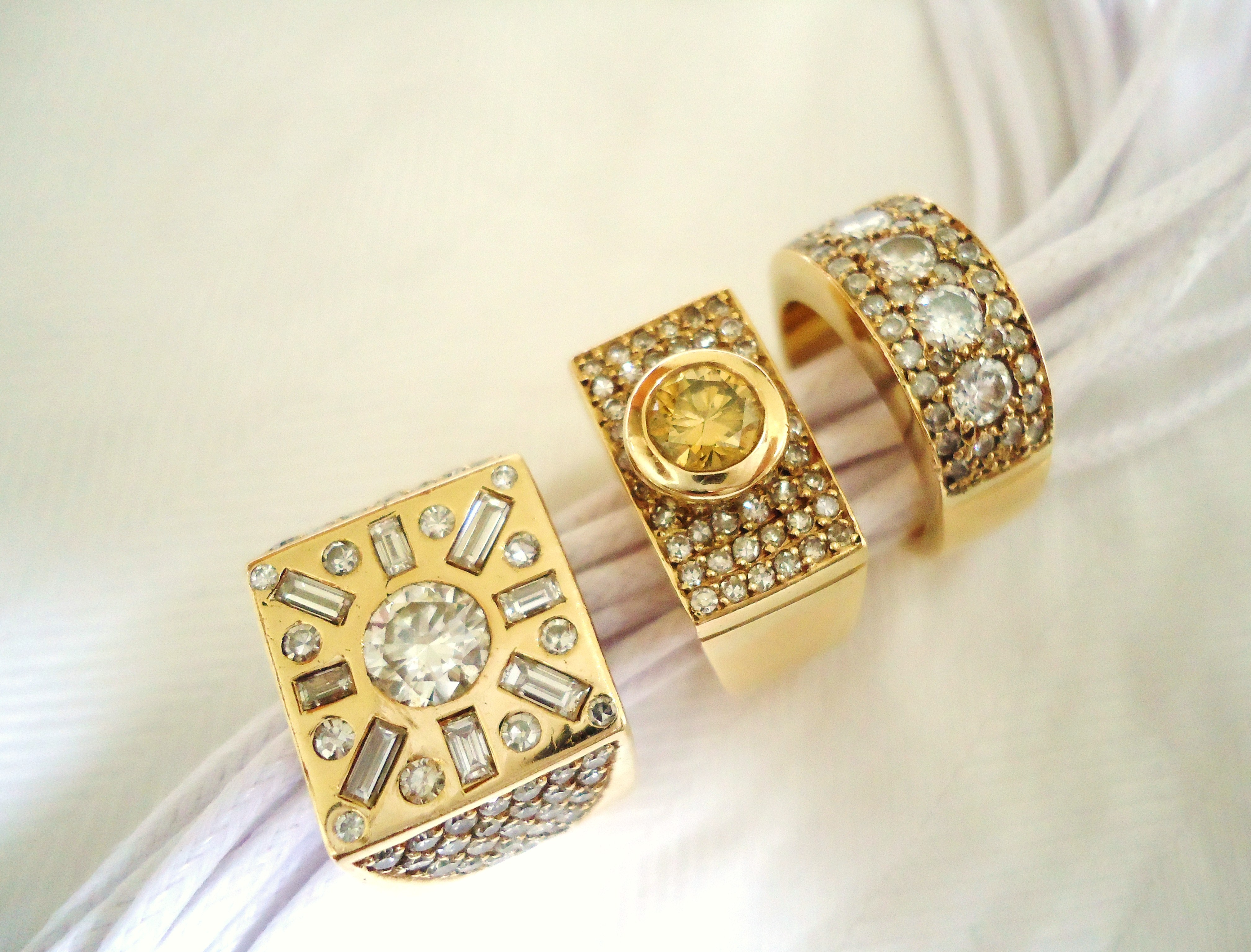
Les bijoux entrent dans le champ de la taxe.

### Redevables
Les principaux redevables de la taxe sont les particuliers résidant en France qui vendent les biens suivants :
- les métaux précieux en or, argent et platine,
- les objets d'arts et antiquité,
  - tableaux et peintures,
  - gravures, estampes et lithographies originales,
  - photographies d’art, signées et numérotées dans la limite de 30 exemplaires,
- les meubles et objets d’antiquité âgés de plus de 100 ans,
- les bijoux,
- les objets de collection (timbres, véhicules de collection, pièces de monnaie...).

Depuis 2014, la taxe est de 6 % du prix du bien, et majoré à 11% pour les métaux précieux. Les objets d'art, de collection et d’antiquité dont le prix de cession n'excède pas 5 000 euros ne sont pas imposables.
| Année | Métaux précieux | Objets précieux |
| ----- | --------------- | --------------- |
| 1977  | 4 %             | 3 %             |
| 1981  | 6 %             | 6 %             |
| 1985  | 6,5 %           | 6 %             |
| 1986  | 7 %             | 6 %             |
| 1992  | 7,5 %           | 7 %             |
| 2000  | 7,5 %           | 4,5 %           |
| 2014  | 10 %            | 6 %             |
| 2018  | 11 %            | 6 %             |

### Bénéficiaire
Le produit de la taxe est affecté au budget général de l’État. Il s'élève à 78 millions d'euros en 2018.
| Année | Produit (MF) | Produit (M€) |
| ----- | ------------ | ------------ |
| 1977  |              |              |
| 1978  |              |              |
| 1979  |              |              |
| 1980  |              |              |
| 1981  |              |              |
| 1982  |              |              |
| 1983  |              |              |
| 1984  |              |              |
| 1985  | 405          |              |
| 1986  |              |              |
| 1987  |              |              |
| 1988  |              |              |
| 1989  |              |              |
| 1990  |              |              |
| 1991  |              |              |
| 1992  | 255          |              |
| 1993  | 291          |              |
| 1994  | 272          |              |
| 1995  | 237          |              |
| 1996  | 270          |              |
| 1997, | 269          | 41           |
| 1998, | 252          | 38           |
| 1999  |              | 43           |

| Année | Produit (M€) |
| ----- | ------------ |
| 2000  | 46           |
| 2001  | 46           |
| 2002  | 36           |
| 2003  |              |
| 2004  | 30           |
| 2005  | 30           |
| 2006  | 35           |
| 2007  | 38           |
| 2008  | 39,9         |
| 2009  | 38,9         |
| 2010  | 52,3         |
| 2011  | 87,9         |
| 2012  | 96,7         |
| 2013  | 70           |
| 2014  | 76           |
| 2015  | 73           |
| 2016  | 79,5         |
| 2017  | 76,8         |
| 2018  | 78,2         |
| 2019  |              |
| 2020  |              |